# Гурково
Гу́рково (болг. Гурково; до 1906 года — Кулопчии, болг. Кулопчии) — город в Болгарии. Находится в Старозагорской области, входит в общину Гурково. Население составляет 3010 человек (2022).

## Политическая ситуация
Кмет (мэр) общины Гурково — Стоян Бонев Николов (Болгарская социалистическая партия (БСП)) по результатам выборов.

## Учреждения
- Библиотека „Войвода Генчо Кыргов“
- СОУ „Христо Смирненски“

## Религия
Жители города православные христиане. К 2000 году в городе была восстановлена церковь, но она сохранилась больше как символ, чем действующий храм.

## Экономика
Крупнейшая компания в городе "Bulmetal", которая занимается производством банок, бутылок и т.д. Важное место в экономике города занимает лесозаготовка и производство лесоматериалов. Большая часть продукции идет на экспорт.

## Праздники
Фестиваль Балканы поют и рассказывают проводятся поочередно в балканских городах Елена, Дряново, Котел, Трявна, Твырдица и Гурково.
Ежегодно проводится «ослиного ралли» - гонки с запряженным ослами в тележке. До 10 ноября 1989 года фестиваль проводился в 9 и 10 сентября. Теперь праздник сдвинулся примерно 1 неделю на неделю (3 сентября).
4 сентября 1974 года село Гурково было объявлен городом. Теперь это праздник города.

## Известные люди
- Жана Жекова — дизайнер
- Златомир Иванов (Златко Баретата) — бизнесмен
- Генчо Кыргов — герой болгарского освободительного движения
- Стоян Петров — певец, участник в Music Idol
- Иван Раднев — борец
- Иван Цонев — кинооператор и режиссёр